# Häggatorpagölen
Häggatorpagölen är en sjö i Sävsjö kommun i Småland och ingår i Lagans huvudavrinningsområde. Sjön är 5,1 meter djup, har en yta på 0,102 kvadratkilometer och är belägen 226 meter över havet.

## Delavrinningsområde
Häggatorpagölen ingår i det delavrinningsområde (636026-143014) som SMHI kallar för Ovan Hägnaån. Avrinningsområdets medelhöjd är 233 meter över havet och ytan är 19,55 kvadratkilometer. Det finns inga delavrinningsområden uppströms utan avrinningsområdet är högsta punkten. Vattendraget som avvattnar avrinningsområdet har biflödesordning 3, vilket innebär att vattnet flödar genom totalt 3 vattendrag innan det når havet efter 226 kilometer. Delavrinningsområdet består mestadels av skog (52 procent), öppen mark (11 procent) och jordbruk (19 procent). Avrinningsområdet har 0,9 kvadratkilometer vattenytor vilket ger det en sjöprocent på 4,6 procent.